# Slezské vojvodství (1920–1945)

Vyznačení Slezského vojvodství na mapě meziválečného Polska

Znak vojvodství

Slezské vojvodství (polsky Województwo Śląskie, německy Woiwodschaft Schlesien) byla autonomní oblast v meziválečném Polsku. Vzniklo v roce 1920 na té části území dřívějšího německého Horního Slezska a rakousko-uherského Těšínska, které po I. světové válce připadly Polsku. Hlavním městem vojvodství byly Katovice. Vojvodství mělo i vlastní parlament. V roce 1929 žilo ve vojvodstrví přibližně 1 533 500 osob. Rozloha byla 4230 km² (v roce 1938 se vojvodství rozšířilo o Záolší a jeho plocha vzrostla na 5122 km²).
Zaniklo po německém napadení Polska v roce 1939, de iure bylo polskými orgány zrušeno v roce 1945.

## Historie

Největší města vojvodství

Dne 15. července 1920 vydal polský Sejm ústavní zákon, jenž měl zaručovat širokou autonomii pro části Slezska, které by eventuálně mohly připadnout tomuto státu. Tuto záruku parlament vydal z důvodu snahy naklonit si obyvatelstvo Horního Slezska, na jehož území měl proběhnout plebiscit o budoucí státní příslušnosti. Zákonodárná moc měla přejít na Slezský sněm, který měl pravomoc vydávat zákony ve všech oblastech, vyjma vojenské a zahraniční. Složku výkonnou měla ve sněmu zastupovat sedmičlenná vojvodská rada v čele s vojvodou a vicevojvodou, ostatních pět členů mělo být voleno sněmem. Dále byl zřízen vojvodský úřad. Zákon nabýval účinnosti (podle svého článku 45) dnem převzetí území Slezského vojvodství Polskou republikou.
Po proběhnutém hornoslezském plebiscitu byla část Horního Slezska předána ve dnech 17. června až 4. července 1922 Polsku. K této části Slezska se připojilo i území Těšínska, odstoupené Československem roku 1920 a vytvořilo se tak Slezské vojvodství. Prvním vojvodou byl 18. června jmenován Józef Rymer. 